# Kamienica przy ulicy Basztowej 24 w Krakowie
Kamienica przy ulicy Basztowej 24 – zabytkowa kamienica, znajdująca się w Krakowie, w dzielnicy I Stare Miasto przy ulicy Basztowej, na Kleparzu.
Jest to budynek wzniesiony w stylu neorenesansowym w latach 1889–1890 według projektu Sławomira Odrzywolskiego we współpracy z Władysławem Kaczmarskim jako trzypiętrowa kamienica o charakterze czynszowym, analogicznie jak sąsiednia kamienica przy ulicy Basztowej 23. W 2012 roku kamienica przeszła remont konserwatorski elewacji.
Obecnie (2021) kamienica pełni funkcje hotelowe.

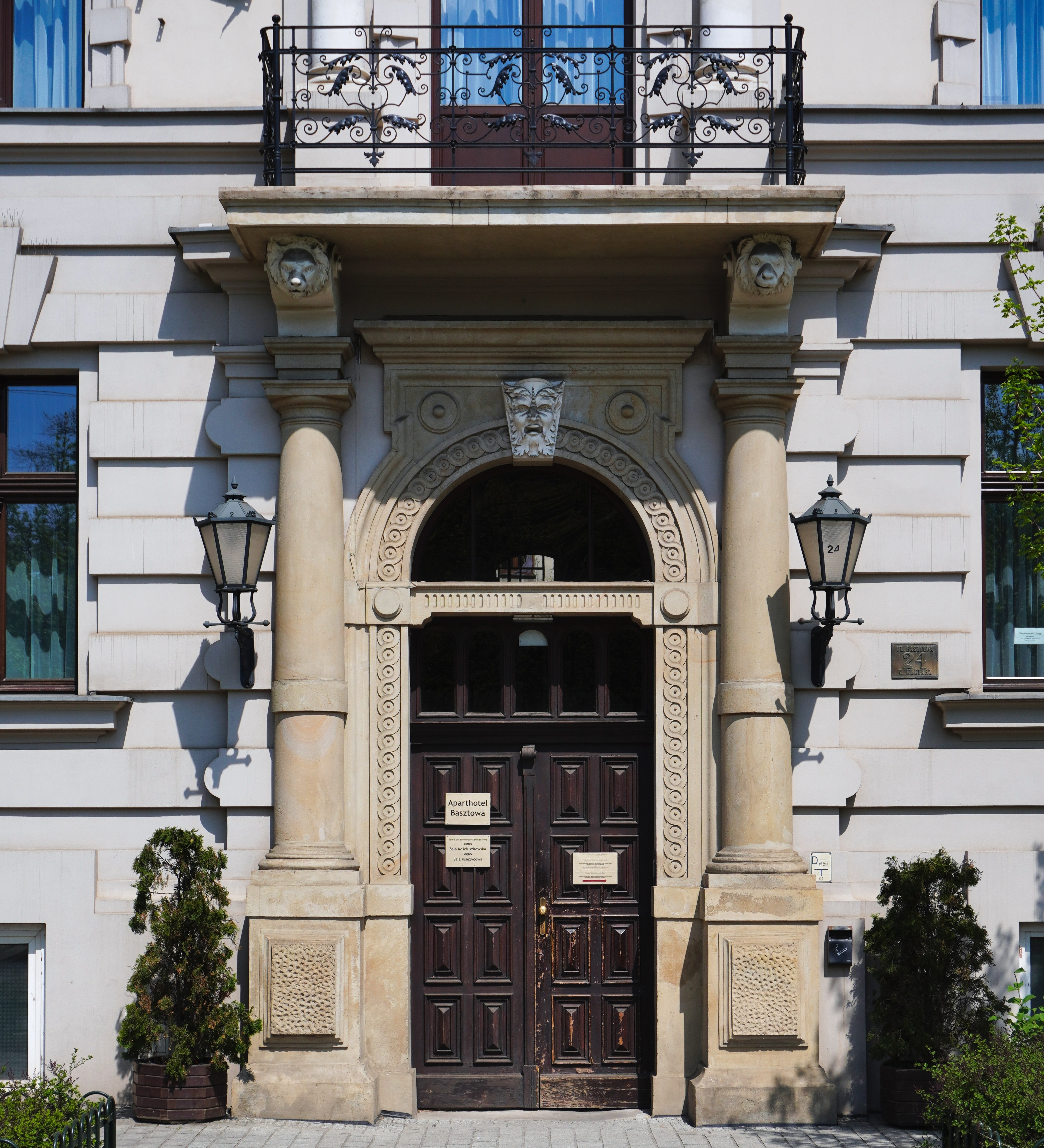
Portal